# Esperanto

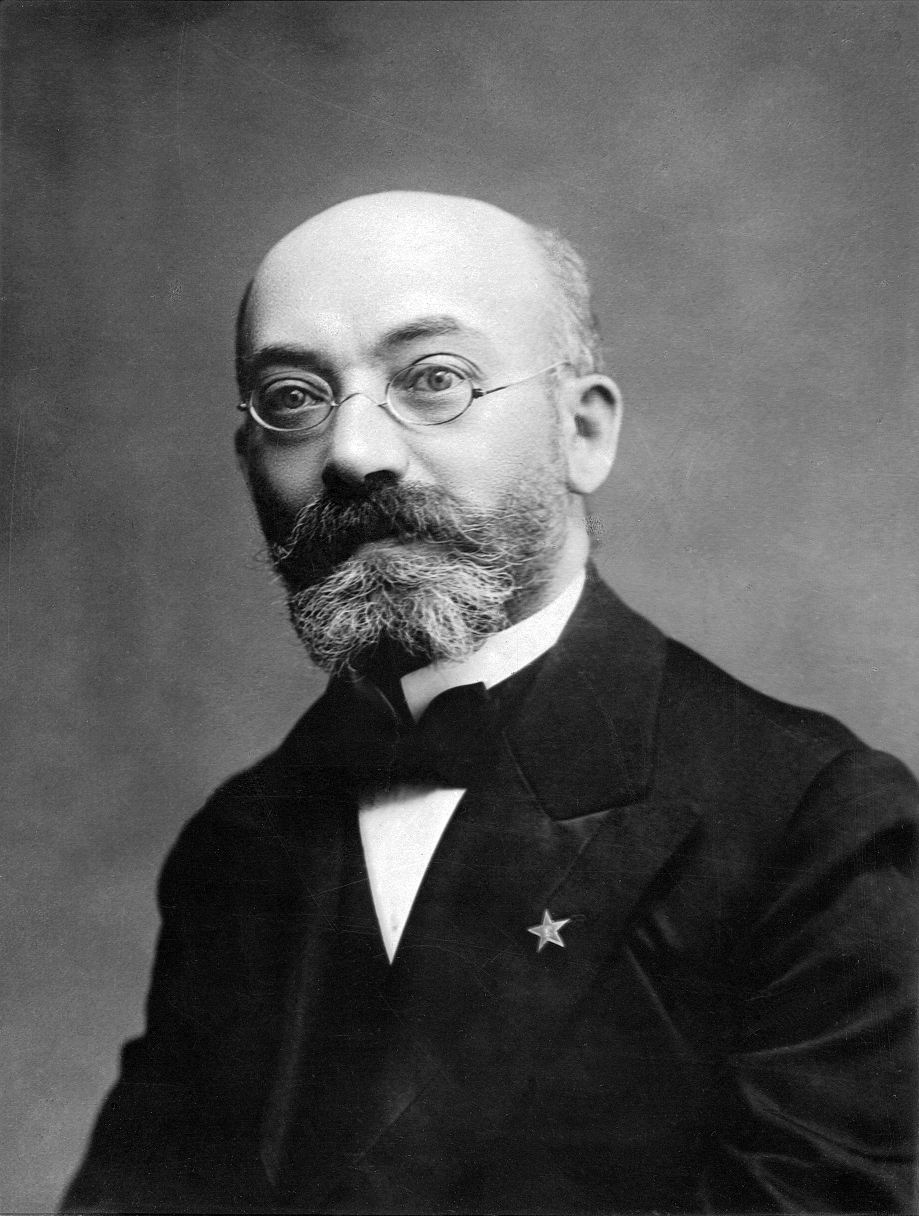
L. L. Zamenhof (Creador del Esperanto)

El esperanto (en su origen Lingvo Internacia, lengua internacional) es la lengua planificada internacional más difundida y hablada en el mundo. El nombre proviene del seudónimo que L. L. Zamenhof, un oftalmólogo polaco, utilizó para publicar las bases del idioma en 1887. La intención de Zamenhof era crear una lengua fácil de aprender y neutral, más adecuada para la comunicación internacional. Como quedó recogido en la Declaración de Boulogne, el objetivo del esperanto no es reemplazar los idiomas nacionales, sino ser una alternativa internacional rápida de aprender.
Es una lengua con una comunidad de más de 400 000 - 2 000 000 de hablantes de todos los niveles repartidos por el mundo, según estimaciones de finales de siglo unidas a las más recientes. Solo en Duolingo hay más de 400 000 estudiantes activos mensuales para la versión inglesa del curso de esperanto y más de medio millón en los cursos disponibles en español, francés y portugués  y se calcula que más de 210 000 completaron el curso hasta 2020. De todos los hablantes, alrededor de 1 000 son hablantes nativos de esperanto. En Polonia, el esperanto se encuentra en la lista del patrimonio cultural inmaterial. Como idioma, goza de cierto reconocimiento internacional, por ejemplo, dos resoluciones de la Unesco o el apoyo de personalidades de la vida pública.
En la actualidad, el esperanto es una lengua diaria que se utiliza en viajes, correspondencia, redes sociales, chats, reuniones internacionales e intercambios culturales, negocios, proyectos, asociaciones, congresos, debates científicos, en creación de literatura tanto original como traducida, en teatro y cine, música, en noticias en papel y en línea, así como radio y a veces televisión.
El vocabulario del esperanto proviene principalmente de lenguas de la Europa occidental, mientras que su sintaxis y morfología muestran fuertes influencias eslavas. Los morfemas son invariables y quien lo habla puede combinarlos de forma casi ilimitada para crear una gran variedad de palabras; por ello, el esperanto tiene mucho en común con las lenguas aislantes, como el chino, mientras que la estructura interna de las palabras recuerda a las lenguas aglutinantes, como el japonés, suajili o turco.
El alfabeto es fonético. Cumpliendo entonces con la regla «una letra, un fonema», el esperanto se escribe con una versión modificada del alfabeto latino, que como la mayoría de alfabetos latinos incluye diacríticos. En este caso son seis: ĉ, ĝ, ĥ, ĵ, ŝ y ŭ; es decir, c, g, h, j, s circunflejos, y u breve. El alfabeto no incluye las letras q, w, x, y, que solo aparecen en nombres propios extranjeros (no asimilados).
El esperanto es una lengua artificial, sin hablantes nativos en su origen, creada explícitamente con el fin de superar los límites de comunicación entre las personas del mundo que hablan diferentes idiomas. El intento de crear una lengua universal que nos una a todos no ha logrado su objetivo todavía, dado el bajo porcentaje de hablantes en la actualidad, pero si tomamos en cuenta que nació en 1887 con un solo hablante y ahora es una una comunidad de más de 400 000-2 000 000 por todo el mundo y sin un país propio, su crecimiento ha sido enorme.

## Introducción

Bandera del esperanto.

El esperanto es un idioma auxiliar internacional, una segunda lengua de comunicación después de la lengua nativa del hablante. El vocabulario proviene principalmente de lenguas de la Europa occidental, mientras que su sintaxis y morfología muestran influencias eslavas y grandes parecidos con lenguas aislantes y aglutinantes, como el chino o japonés, respectivamente. La gramática del esperanto se resume en 16 reglas gramaticales y el alfabeto es completamente fonético. Las terminaciones regulares que se añaden a la raíz permiten crear de forma sistemática palabras combinando raíces, prefijos y sufijos. Por ejemplo, los sustantivos se forman siempre con -o (suno, sol) y los adjetivos con -a (suna, solar). El carácter aglutinante y aislante del esperanto implica que, partiendo de un número muy pequeño de morfemas (467 morfemas cubren el 95 % del esperanto hablado), se pueden expresar todos los conceptos posibles y se acelera el aprendizaje del léxico. También aceleran su adquisición los giros idiomáticos frecuentes en las lenguas naturales y casi inexistentes en esperanto.
Este tipo de características de flexibilidad, sencillez y claridad están detrás de la teoría del valor propedéutico del esperanto. Por esta razón, algunos políglotas y profesores que hablan esta lengua señalan al esperanto como la mejor primera segunda lengua para conseguir mejores resultados en las siguientes y lo utilizan en programas escolares o en sus recomendaciones. Además, dominar el esperanto no implica conocer la cultura étnica de todos sus hablantes, por lo que los hablantes esperantistas aclaran con más frecuencia detalles culturales propios en lugar de presuponer esos conocimientos, como ocurre con frecuencia en lenguas naturales.
Debido a los periodos históricos favorables a ideas de acercamiento de pueblos, y gracias a sus características, el esperanto experimentó en sus comienzos una difusión muy elevada, conociéndose como «el latín de los obreros». Sin embargo, las épocas de guerras mundiales, dictaduras totalitarias y represiones políticas frenaron su expansión. En abril de 1922, pese a los informes favorables de la Sociedad de las Naciones para incorporar el esperanto a las lenguas de trabajo, el delegado francés Gabriel Hanotaux fue el único en vetar el esperanto como lengua de trabajo en la Sociedad de Naciones por considerar que ya existía una lengua franca: el francés. Resulta complicado estimar el número de hablantes de esperanto en la actualidad por tratarse de una lengua segunda y sin nación. Desde finales del siglo pasado, la estimación más generalizada es de dos millones de hablantes en todo el mundo.
El esperanto tiene presencia en Internet, donde la búsqueda de la palabra «esperanto» arroja un resultado de más de 1460 millones de páginas. Son cientos las organizaciones especializadas o de temática general que utilizan este idioma como lengua de trabajo. La Asociación Universal de Esperanto cuenta con miles de miembros en 120 países, relaciones oficiales con la ONU, la UNESCO y la Organización Internacional de Normalización, y organiza anualmente el Universala Kongreso (Congreso Universal de Esperanto) alternando continentes.

## Historia

### Desarrollo

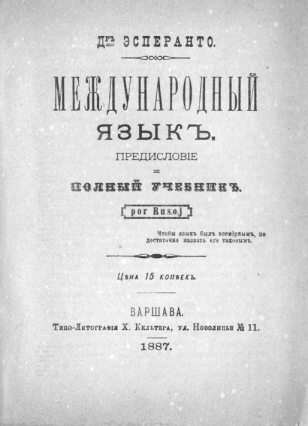
La lengua internacional, conocido como Unua Libro, editado en ruso, Varsovia (1887).

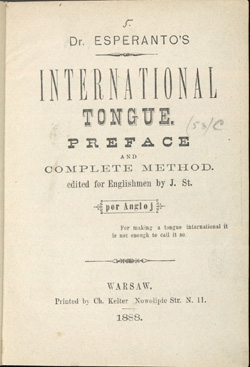
Primera edición en inglés de Lengua internacional (1888).

El esperanto fue desarrollado a finales de la década de 1870 y a principios de la década de 1880 por el oftalmólogo polaco Dr. Luis Lázaro Zamenhof. Después de diez años de trabajo —lapso que Zamenhof pasó traduciendo literatura al idioma, así como escribiendo prosa y versos originales—, la primera gramática del esperanto fue publicada en Varsovia en julio de 1887. La cifra de hablantes creció rápidamente durante las décadas siguientes, en un principio en el Imperio ruso y la Europa central y oriental, luego en la Europa occidental, América, China y Japón. En los primeros años del movimiento, los esperantistas solo mantenían contacto por correspondencia, hasta que se realizó el primer Congreso Universal de Esperanto en la ciudad francesa de Boulogne-sur-Mer en 1905. Desde entonces, los congresos mundiales se han organizado en los cinco continentes año tras año excepto durante las dos Guerras Mundiales.

### Expansión inicial

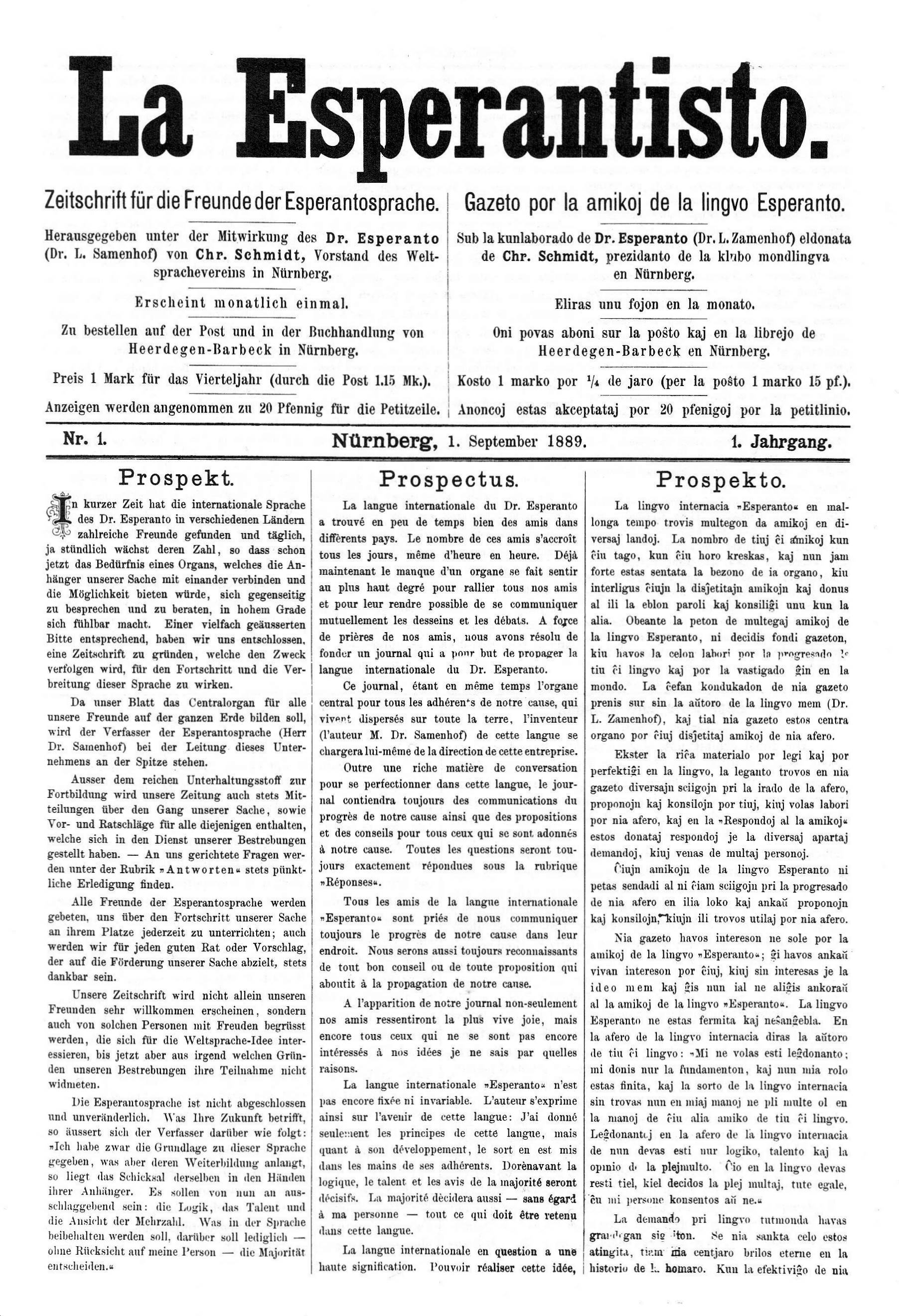
La Esperantisto, primera revista en esperanto, publicada entre 1889 y 1895 en Núremberg.

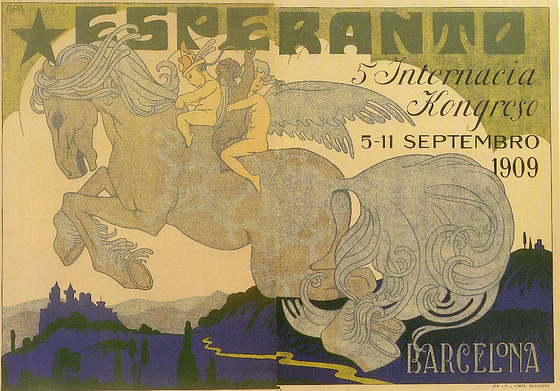
Cartel del V Congreso Universal de Esperanto, celebrado en Barcelona (1909).

El número de hablantes creció rápidamente en las primeras décadas, sobre todo en Europa, luego en América, China y Japón. Muchos de los primeros hablantes migraron desde otro idioma planificado, el volapük, que el mismo Zamenhof había aprendido.
En 1888, el periodista Leopold Einstein fundó en Núremberg (Alemania) el primer grupo de esperanto; un año después, en 1889, el mismo periodista fundó la primera gaceta en esperanto: La Esperantisto. En ella publicaron sus escritos autores como Zamenhof, Antoni Grabowski, Solovjev, Devjatin o León Tolstói. Tras la colaboración de Tolstói, que fue uno de los mayores defensores del esperanto, la censura zarista decidió prohibir la entrada de ejemplares de la revista al Imperio ruso.
A finales del siglo, el condominio de Moresnet estableció el esperanto como idioma oficial, siendo así el primer país del mundo en hacerlo. Esto se debió principalmente a que quería demostrarse la internacionalidad y neutralidad del estado. Su himno se llamaba Amikejo ("lugar de amistad"). Sin embargo, debido a las invasiones alemanas en Bélgica, Moresnet fue disuelto en el año 1920, por lo que, desde entonces, no existen países con el esperanto como idioma oficial.
El movimiento esperantista creció de manera firme y atrajo personas de todas las clases sociales y de todas las ideologías, aunque con una proporción probablemente algo mayor de miembros de la pequeña burguesía avanzada. Pronto echó raíces en Francia, especialmente en la ciudad de Céret, y posteriormente en España, particularmente en la ciudad de Valencia.
En 1898, el expresidente de la Primera República Española, Francisco Pi y Margall, dio a conocer el esperanto en Madrid mediante un artículo de prensa publicado en el diario republicano El nuevo régimen. Después de la fundación de los primeros círculos esperantistas, de los cursos de esperanto y del contacto con grupos similares en otros países, el movimiento esperantista de España se sintió con fuerzas para crear la primera agrupación de ámbito estatal con el objetivo de difundir el idioma internacional. La Sociedad Española para la Propaganda del Esperanto se fundó en 1903. Ese mismo año se creó la Asociación Valenciana de Esperanto.
Barcelona se constituyó pronto en centro esperantista mediante la labor del escritor Frederic Pujulà, considerado el introductor y máximo difusor del esperanto en Cataluña, que hizo una gran difusión desde la revista modernista Juventud, con colaboraciones en La Voz de Cataluña y con la publicación de un gran número de obras didácticas, como gramáticas, cursos y vocabularios.
En los primeros años del movimiento, los esperantistas solo mantuvieron contacto por medio de correspondencia. En 1905, sin embargo, tuvo lugar en la ciudad francesa de Boulogne-sur-Mer el I Congreso Mundial de Esperanto, con 688 participantes procedentes de treinta países y que consolidó los fundamentos de la comunidad esperantista. En este congreso se aceptó la Declaración de Boulogne, un documento constitucional básico en el que se definen las causas y objetivos del movimiento esperantista y donde se fijó oficialmente el Fundamento de Esperanto como reglamento esencial e inalterable de la lengua. Desde entonces, cada año, excepto en períodos de guerra, se han celebrado congresos internacionales en los cinco continentes, aparte de muchos otros encuentros y actividades.
En 1908 se originó una grave crisis dentro del movimiento esperantista que amenazaba con destruir la lengua: el cisma del ido. Este cisma lo provocó un grupo de esperantistas «reformistas», con Louis Couturat al frente, los cuales presentaron un nuevo proyecto de lengua considerado por ellos un esperanto reformado, y que a su vez dejaban abierta la puerta a nuevas reformas. La presión que ejercieron los idistas, sin embargo, condujeron a Zamenhof a proponer varias reformas afrancesadas para el esperanto a los lectores de La Esperantisto, como eliminar los signos diacríticos, suprimir el acusativo, etc. El 60 % de los abonados a la revista rechazaron las reformas, ya que comprendían que estas destruirían la confianza de los hablantes en la estabilidad de la lengua que habían aprendido y empezado a usar. Los idistas obstaculizaron el progreso del esperanto durante dos décadas. A pesar de ello, sin embargo, se vio un avance notable del movimiento esperantista a nivel internacional.
En 1909 se celebró en Barcelona el V Congreso Universal de Esperanto, que supuso la llegada a esta ciudad (y en la ciudad de Valencia, donde también se llevaron a cabo algunas actividades) de varios miles de personas venidas de numerosos países, no solo europeos, y representó el impulso principal al movimiento esperantista. Durante la celebración se fundó la Unión Esperantista Católica Internacional. Frederic Pujulà presidió el Congreso y fue presidente de honor el rey español Alfonso XIII, que nombró a Zamenhof Comendador de la Orden de Isabel la Católica. El mismo año, en Cheste (Hoya de Buñol), un vecino de la villa, Francisco Máñez, introdujo el esperanto y consiguió que se expandiera. Cheste se convirtió así en uno de los lugares del mundo con los índices más altos de población que habla o entiende el esperanto.

### El esperanto en los conflictos políticos delsigloXX
Algunos regímenes han perseguido y prohibido el esperanto durante el siglo XX por haberlo asociado a actividades políticas. Durante el primer tercio del siglo XX el esperanto fue muy utilizado y difundido por el movimiento obrero de Europa. En Alemania era conocido como el «latín de los obreros».
El X Congreso Universal de Esperanto, celebrado en París en 1914, reunió a casi 4000 personas. Todo este progreso, sin embargo, se vio frenado bruscamente en 1914 con el inicio de la Primera Guerra Mundial. Otro revés adicional constituyó el fallecimiento de Zamenhof en 1917.
El 1922, la Tercera Asamblea de la Liga de Naciones aceptó un informe sobre el esperanto como lengua auxiliar internacional, en el que es reconocido como «lengua viva de fácil aprendizaje». El delegado francés Gabriel Hanotaux fue el único en vetar el esperanto como lengua de trabajo por considerarlo una amenaza para el francés, la lengua internacional de la época.
En la recién nacida Unión de Repúblicas Socialistas Soviéticas se produjo un crecimiento destacable del esperantismo que fue bien visto y promovido por el gobierno soviético, y en 1921 se creó la Sennacieca Asocio Tutmonda (tr. aprox. Asociación Anacional Mundial), una organización obrera mundial de corte socialista que estableció su base en París, se opuso la neutralidad nominal de la corriente principal del esperantismo, que calificó de «burguesa», y se propuso emplear el esperanto como instrumento revolucionario. Sin embargo, Stalin revirtió esta política en 1937. Acusó al esperanto de ser una «lengua de espías» y hubo fusilamiento de esperantistas en la Unión Soviética. La prohibición del uso del esperanto fue efectiva hasta el fin de 1956.
En España, el movimiento de escuelas modernas en los albores del siglo XX, en cierta medida asociado culturalmente con el anarcosindicalismo ibérico, potenció activamente el uso de la lengua en sus escuelas y centros culturales. Décadas después, durante la Guerra civil Española, se incrementó la politización del movimiento esperantista, siendo vinculado particularmente a la resistencia antifranquista y a la extrema izquierda; fue utilizado por anarcosindicalistas, socialistas, comunistas, catalanistas y también por una parte de la derecha católica. Con las Brigadas Internacionales vinieron algunos esperantohablantes de los países del Este que establecieron contactos eventuales con españoles de la zona republicana. Partidos y sindicatos, como el Partido Obrero de Unificación Marxista (POUM), el PSUC o la Confederación Nacional del Trabajo, publicaban boletines y comunicados en esperanto y ofrecían cursos en sus locales. La Generalidad de Cataluña de la época utilizó ampliamente el esperanto en su Comisariado de Propaganda y en sus comunicados de prensa. En la región valenciana se empleó asimismo la radio como medio de propaganda. Dos emisoras emitieron en esperanto, una bajo la responsabilidad del Partido Socialista y otra del Partido Comunista. El idioma tuvo igualmente un papel importante en la preparación de una fuga de presos masiva que hubo en la prisión militar del Fuerte de S. Cristóbal (Navarra). En 1939, con la victoria franquista, el idioma era mal visto por algunas autoridades por haber sido promovido en las décadas anteriores como una causa política de los movimientos de extrema izquierda españoles, pero nunca fue prohibido oficialmente y era tolerado. En la década de 1950 renacieron grupos anteriores y se fundaron nuevos con mayor neutralidad política. El esperanto adquirió un nuevo prestigio ante una sociedad cansada de odios y guerras: si la Asociación Universal de Esperanto había prestado en toda Europa grandes servicios a prisioneros de guerra de ambos bandos, en el Estado español fue muy apreciada la labor de los esperantistas en la acogida de niños provenientes de familias de ambos bandos que sufrieron las consecuencias del conflicto.
La Segunda Guerra Mundial truncó de nuevo la expansión del movimiento esperantista a escala mundial. Como vehículo potencial para la comprensión internacional, el esperanto despertó las suspicacias de algunos gobiernos totalitarios. La situación fue especialmente dura en la Alemania nazi, el Imperio Japonés y la Unión Soviética bajo Iósif Stalin (como se mencionó anteriormente). En Alemania estaba la motivación adicional de que Zamenhof era judío. En su libro Mein Kampf, Hitler menciona el esperanto como una lengua que podría ser usada para la dominación del mundo por una conspiración judía internacional. Como resultado de aquella animadversión, los esperantistas fueron perseguidos durante el Holocausto.
El senador estadounidense Joseph McCarthy, conocido por su anticomunismo, consideró el conocimiento del esperanto como «casi sinónimo» de simpatía hacia el comunismo.
El Ejército de los Estados Unidos decidió emplearlo en un programa de entrenamiento militar durante las décadas de 1950 y 1960, en plena Guerra Fría. El programa, llamado El agresor (en inglés, The aggressor), consistía en formar dos bandos combatientes, uno sería el estadounidense y otro sería el enemigo. Con el objetivo de dar realismo a las maniobras, el bando enemigo usaría el esperanto para comunicarse verbalmente y en documentos escritos, como identificaciones. El ejército elaboró un manual de campo titulado «Esperanto, la lengua del agresor» (en inglés: Esperanto, the aggressor language) en el que calificaba el esperanto como «un medio internacional vivo y actual de comunicación oral y escrita» que incluía una gramática del idioma, vocabulario y frases de uso cotidiano.

### Reconocimientos internacionales
El esperanto no tiene estatus oficial en ningún país, pero es parte de planes electivos del temario educativo en muchos países, especialmente en China y Hungría. Numerosas personalidades como expresidentes de naciones u organismos, embajadores, alcaldes, ediles, etc. muestran su apoyo al esperanto durante las celebraciones de congresos nacionales o mundiales.
A principios del siglo XX hubo planes de establecer el primer Estado esperantista en el territorio neutral de Moresnet, y en la efímera isla artificial-estado de Isla de las Rosas se usó el esperanto como idioma oficial en 1968. En China, durante la revolución Xinhai de 1911, hubo grupos que consideraron la idea de declarar el esperanto idioma oficial, pero esta medida se desechó por insostenible tal y como se propuso.
En 1954, las Naciones Unidas — a través de la UNESCO — otorgó apoyo oficial al Esperanto como lengua auxiliar internacional en la Resolución de Montevideo. Sin embargo, el esperanto aún no es uno de los idiomas oficiales de la ONU.

### Relación con otros movimientos sociales
El creador de las bases del esperanto ligó el idioma con un sentido de solidaridad entre los seres humanos por encima de barreras étnicas, lingüísticas y estatales. Generalmente, este sentimiento es compartido por gran parte de los hablantes, y se conoce con la expresión de interna ideo (idea interna), sin que ello suponga que se trate de una ideología cerrada. El propio Zamenhof creó más adelante una doctrina más explícita que denominó homaranismo («humanidadismo»), sin embargo, otra corriente de esperantistas prefirió una neutralidad ideológica estricta. En el primer Congreso Universal de Esperanto se reconoció esa pluralidad, y se definió al esperantista como aquel que usa la lengua, independientemente de sus motivos.
Distintas corrientes sociales han empleado el esperanto como medio de expresión, de propaganda, o como complemento a sus propios ideales. Existen asociaciones que agrupan a miembros de las principales religiones, y también a corrientes políticas e ideológicas. Durante gran parte de su historia destacó la importancia del uso del esperanto por el movimiento obrero socialista ligado al internacionalismo proletario, que crearon sus propias asociaciones, e incluso su propia ideología, el sennaciismo (anacionalismo). Ramas no-socialistas del movimiento obrero y campesino, así como grupos con conciencia internacionalista, también abogaron por el esperanto en los comienzos del siglo XX, pero quizás con menor intensidad y menor repercusión histórico-ideológica.
El idioma es además activamente promovido, al menos en Brasil, por los seguidores del espiritismo. La federación espiritista brasileña publica cursos y traducciones de libros básicos de espiritismo e incentiva a sus seguidores a convertirse en esperantistas.

### El esperanto actualmente
En la actualidad, el esperanto es una lengua completamente desarrollada, que evoluciona con sus hablantes bajo recomendaciones de la Academia del Esperanto y la base del Fundamento de Esperanto. Pese a no tener país, su comunidad cuenta con millones de estudiantes y hablantes y una gran cantidad de recursos lingüísticos. Entre los esperantófonos más conocidos internacionalmente se encuentran el premio Nobel de Ciencias Económicas Reinhard Selten, la campeona mundial de ajedrez Zsuzsa Polgár y Tivadar Soros, padre del financiero George Soros.
Con la popularización y expansión de las nuevas tecnologías, el esperanto ha ganado una nueva fuerza propulsora y gracias a ello se puede hablar de un renacimiento del idioma. En Internet se puede acceder a miles de páginas web en esperanto, cursos, foros, salas de chat, blogs, grupos de debate, canales y vídeos, prensa, etc. Solo en Duolingo, la popular web y aplicación cuenta en el 2018 con más de millón y medio de estudiantes de Esperanto en su versión en inglés y español, portugués y francés, y con más de 400 000 estudiantes activos en la de inglés en 2024 (salvo el curso en inglés, el resto está accesible solo mediante web para poder usar la app posteriormente). Otro dato significativo de la situación del esperanto es el número de artículos en esta lengua: la Vikipedio, Wikipedia en esperanto, posee más de 360 000 artículos en diciembre de 2024. En febrero de 2012, el traductor de Google incorporó el esperanto a su lista de idiomas y las IA traducen y hablan en esperanto.
La celebración del 150.º aniversario del nacimiento del Dr. Zamenhof (1859-1917), el iniciador del esperanto, comenzó con un simposio en la sede de la Unesco en diciembre de 2008, culminó con un Congreso Universal de Esperanto en su ciudad natal de Białystok y finalizó con un simposio en Nueva York con asistencia de diplomáticos ante las Naciones Unidas. En 2024, Rio de Janeiro iluminó sus monumentos más famosos de verde en esa fecha destacada.cristo redentor iluminado em-verde pelo dia do esperanto (portugués)
La Asociación Universal de Esperanto (UEA) mantiene relaciones oficiales con la UNESCO, las Naciones Unidas, UNICEF, el Consejo de Europa, la Organización de Estados Americanos y la Organización Internacional de Normalización (ISO). En 2009 fue presentada al Premio Nobel de la Paz, entre otros por el Parlamento polaco. La Sociedad Mongola de Esperanto se ha convertido en la 70.ª asociación nacional de la UEA. En una veintena de países africanos funcionan asociaciones esperantistas nacionales.
Numerosas universidades incluyen el esperanto en sus cursos de Lingüística y otras lo ofrecen como una materia separada. Digna de mención es la Universidad de Poznan (Polonia), con estudios de Interlingüística y Esperantología en la Universidad de Adam Mickiewicz.
El Anuario Bibliográfico de la Asociación Norteamericana de Idiomas Modernos registra más de 300 publicaciones científicas sobre esperanto cada año. La biblioteca del Museo Internacional de Esperanto de Viena (que forma parte de la Biblioteca Nacional de Austria) tiene más de 35 000 ejemplares en esta lengua. Otras grandes bibliotecas, con más de 20 000 ejemplares cada una, incluyen la Biblioteca Hodler en las oficinas centrales de EAU en Róterdam, la biblioteca de la Asociación Británica de Esperanto en Stoke-on-Trent, la Colección alemana de esperanto en Aalen y la biblioteca del Instituto Japonés de Esperanto en Tokio.

## El idioma

### Clasificación lingüística
Al ser una lengua construida, el esperanto no está genealógicamente relacionado con el idioma de ningún grupo étnico.
Podría ser descrito como «un idioma cuyo léxico es eminentemente latino y germánico. Desde un punto de vista morfológico, es predominantemente aglutinante, al punto de tener un carácter un poco aislante». La fonología, gramática, vocabulario y semántica están esencialmente basados en idiomas indoeuropeos de Europa. Los aspectos pragmáticos, entre otros, no fueron definidos en los documentos originales de Zamenhof.
Tipológicamente hablando, el esperanto es un idioma preposicional y su orden más empleado por omisión es sujeto verbo objeto y «adjetivo - sustantivo», aunque técnicamente cualquier orden es posible, gracias a los morfemas que señalan la función gramatical de cada palabra. Se pueden crear nuevas palabras mediante el uso de afijos y agrupación de raíces en una sola palabra.

### Ortografía
El alfabeto del esperanto es fonético y se escribe con una versión modificada del alfabeto latino. Como la mayoría de alfabetos latinos, se incluyen diacríticos, en este caso 6: ĉ, ĝ, ĥ, ĵ, ŝ y ŭ (es decir, c, g, h, j, s circunflejo, y u breve). El alfabeto no incluye las letras q, w, x, y, excepto en nombres extranjeros no asimilados. Por consiguiente, este alfabeto fonético facilita el uso y la adquisición rápida de palabras tanto oídas como escritas, también por parte de hablantes asiáticos.
Las 28 letras del alfabeto son:
Todas las letras se pronuncian de forma parecida a su equivalente minúscula en el Alfabeto Fonético Internacional (AFI), con la excepción de c, r y las letras acentuadas:
| Letra | Pronunciación |
| ----- | ------------- |
| c     | [ ʦ ]         |
| ĉ     | [ ʧ ]         |
| ĝ     | [ ʤ ]         |
| ĥ     | [ x ]         |
| ĵ     | [ ʒ ]         |
| r     | [ɾ]           |
| ŝ     | [ ʃ ]         |
| ŭ     | [ w ]         |

Existen dos convenciones de escritura compatibles con ASCII actualmente en uso pero cada vez menos frecuentes. Estas convenciones sustituyen los dígrafos para las letras acentuadas. El h-sistemo («convención H») (ch, gh, hh, jh, sh, u) se basa en los dígrafos «ch» y «sh» del inglés, mientras que la convención x (cx, gx, hx, jx, sx, ux), más frecuente, es útil para el ordenamiento alfabético en computadores (cx viene después de cu, sx después de sv, etc.).
El esperanto ha sido un lenguaje fácil para las comunicaciones en código Morse desde 1920. Todos los caracteres del esperanto tienen su equivalente en este código.

### Frases de ejemplo
Palabras y frases útiles en esperanto junto con transcripciones en AFI:
| Español                           | Esperanto                         | AFI                                             |
| --------------------------------- | --------------------------------- | ----------------------------------------------- |
| Hola                              | Salutonⓘ                          | [sa.ˈlu.ton]                                    |
| Sí                                | Jesⓘ                              | [ˈjes]                                          |
| No                                | Neⓘ                               | [ˈne]                                           |
| Buenos días                       | Bonan matenonⓘ                    | [ˈbo.nan ma.ˈte.non]                            |
| Buenas tardes                     | Bonan vesperonⓘ                   | [ˈbo.nan ves.ˈpe.ron]                           |
| Buenas noches                     | Bonan noktonⓘ                     | [ˈbo.nan ˈnok.ton]                              |
| Hasta la vista                    | Ĝis (la) revidoⓘ                  | [ˈdʒis (la) re.ˈvi.do]                          |
| ¿Cuál es tu nombre?               | Kio estas via nomo?ⓘ              | [ˈki.o ˌes.tas ˌvi.a ˈno.mo]                    |
| Mi nombre es Marco.               | Mia nomo estas Markoⓘ             | [ˌmi.a ˈno.mo ˌes.tas ˈmar.ko]                  |
| ¿Cómo te encuentras?              | Kiel vi fartas?ⓘ                  | [ˈki.el vi ˈfar.tas]                            |
| Me encuentro bien.                | Mi fartas boneⓘ                   | [mi ˈfar.tas ˈbo.ne]                            |
| ¿Hablas esperanto?                | Ĉu vi parolas esperante?ⓘ         | [ˈtʃu vi pa.ˈro.las ˌes.pe.ˈran.te]             |
| No te comprendo                   | Mi ne komprenas vinⓘ              | [mi ˌne kom.ˈpre.nas ˌvin]                      |
| Vale                              | Boneⓘ                             | [ˈbo.ne]                                        |
| Bien                              | Boneⓘ                             | [ˈbo.ne]                                        |
| Gracias                           | Dankonⓘ                           | [ˈdan.kon]                                      |
| De nada                           | Nedankindeⓘ                       | [ˌne.dan.ˈkin.de]                               |
| Por favor                         | Bonvoluⓘ                          | [bon.ˈvo.lu]                                    |
| Perdone                           | Pardonu minⓘ                      | [par.ˈdo.nu ˈmin]                               |
| ¡Salud!                           | Sanon!ⓘ                           | [ˈsa.non]                                       |
| ¡Felicidades!                     | Gratulonⓘ                         | [ɡra.ˈtu.lon]                                   |
| Te quiero/amo                     | Mi amas vinⓘ                      | [mi ˈa.mas ˌvin]                                |
| Una cerveza, por favor            | Unu bieron, mi petasⓘ             | [ˈu.nu bi.ˈe.ron, mi ˈpe.tas]                   |
| ¿Dónde está el baño?              | Kie estas la necesejo?ⓘ           | [ˈki.e ˈes.tas ˈla ˌne.tse.ˈse.jo]              |
| ¿Qué es eso?                      | Kio estas tio?ⓘ                   | [ˈki.o ˌes.tas ˈti.o]                           |
| Eso es un perro                   | Tio estas hundoⓘ                  | [ˈti.o ˌes.tas ˈhun.do]                         |
| ¡(Lo) amaremos!                   | Ni amos!ⓘ                         | [ni ˈa.mos]                                     |
| ¡Paz!                             | Pacon!ⓘ                           | [ˈpa.tson]                                      |
| Soy un principiante de esperanto. | Mi estas komencanto de Esperantoⓘ | [mi ˈes.tas ˌko.men.ˈtsan.to de ˌes.pe.ˈran.to] |

### Vocabulario
El vocabulario tiene préstamos de muchos idiomas. Ciertas palabras, por su carácter internacional, tienen su origen en idiomas no indoeuropeos, como el japonés. Sin embargo, la mayoría del vocabulario del esperanto procede de las lenguas romances (principalmente el latín, el italiano y el francés), el alemán e inglés.

#### Criterios para la elección del vocabulario
Los días de la semana están tomados del francés (dimanĉo, lundo, mardo,...), muchos nombres de partes del cuerpo del latín y del griego (hepato, okulo, brako, koro, reno,...), las unidades de tiempo del alemán (jaro, monato, tago,...), los nombres de animales y vegetales principalmente en los nombres científicos del latín.
Se puede inferir el significado de muchas palabras por su similitud con otros idiomas:
- abdiki («abdicar»), como en inglés, latín, italiano y español.
- abituriento («bachiller»), como en alemán y ruso.
- ablativo («ablativo»), como en latín, inglés, italiano y español, pero también es reconocible por alemanes entendidos en gramática.
- funto («libra»), como en polaco, ruso, yiddish y alemán.
- ŝnuro («cuerda»), como en alemán, ruso, polaco, rumano y checo.

Además, Zamenhof creó cuidadosamente una pequeña base de palabras radicales y afijos con la que formar una cantidad ilimitada de palabras. Gracias a esto, es posible adquirir un alto nivel comunicativo habiendo aprendido una cantidad relativamente pequeña de palabras (entre 500 y 1200 morfemas).

### Fonología
El esperanto tiene cinco vocales y veintitrés consonantes, dos de las cuales son semivocales. No tiene tono. Al igual que en el náhuatl, el acento tónico siempre cae en la penúltima sílaba, a menos que la vocal final o (o la a del artículo) sea elidida, lo cual ocurre comúnmente en la poesía o canción. Por ejemplo, familio («familia») es [fa.mi.ˈli.o], pero famili’ es [fa.mi.ˈli].

#### Consonantes
|             | Bilabial | Bilabial | Labio- dental | Labio- dental | Alveolar | Alveolar | Post- alveolar | Post- alveolar | Palatal | Palatal | Velar | Velar | Glotal | Glotal |
| ----------- | -------- | -------- | ------------- | ------------- | -------- | -------- | -------------- | -------------- | ------- | ------- | ----- | ----- | ------ | ------ |
| Nasal       | m        | m        |               |               | n        | n        |                |                |         |         |       |       |        |        |
| Oclusiva    | p        | b        |               |               | t        | d        |                |                |         |         | k     | ɡ     |        |        |
| Africada    |          |          |               |               | ʦ        |          | ʧ              | ʤ              |         |         |       |       |        |        |
| Fricativa   |          |          | f             | v             | s        | z        | ʃ              | ʒ              |         |         | x     |       | h      |        |
| Vibrante    |          |          |               |               | r        | r        |                |                |         |         |       |       |        |        |
| Aproximante |          |          |               |               | l        | l        |                |                | j       | j       |       |       |        |        |

Para el caso de /r/, la pronunciación es siempre [ɾ] (como en caro, pera o cara), al principio de una palabra y dentro de esta. Además, se toleran las variaciones en su pronunciación, estas diferencias dependen del idioma materno del hablante. Por ejemplo, [r] (como en rápido o perro), [ʁ] (r francesa) o [ʀ] vibrante múltiple ovular.

#### Vocales
El esperanto utiliza las cinco vocales del español, del latín o del suajili. No se hace distinción en la longitud de las vocales y tampoco se reconocen diferencias entre vocales nasalizadas y orales.
|         | Anterior | Posterior |
| ------- | -------- | --------- |
| Cerrada | i        | u         |
| Media   | e        | o         |
| Abierta | a        | a         |
Hay seis diptongos decrecientes: uj, oj, ej, aj, aŭ, eŭ (/ui̯, oi̯, ei̯, ai̯, au̯, eu̯/).
Con solo cinco vocales, se tolera un alto grado de variación vocálica que muchos otros idiomas no permiten y resulta de gran ayuda para principiantes de diversos orígenes. Por ejemplo, /e/ va desde la [e] (é francesa) hasta [ɛ] (è francesa). Estas diferencias casi siempre dependen del idioma materno del hablante. Se puede emplear opcionalmente una oclusión glotal entre vocales adyacentes, especialmente si las vocales son las mismas, como en heroo (héroe) y praavo (bisabuelo). Los hablantes nativos de idiomas cuya fonotáctica evita los hiatos pueden preferir emplear la oclusión en esos casos, evitando así pronunciar diptongos no deseados.

### Gramática
Las palabras en esperanto se forman o derivan aglutinando raíces y afijos. Este proceso es bastante regular, de tal forma que se pueden crear palabras mientras se habla logrando la perfecta comprensión del interlocutor. Las palabras compuestas se forman siguiendo el orden «modificador al principio, raíz al final».
Las diferentes partes de la oración se marcan con sus propios sufijos: todos los sustantivos comunes terminan en -o, todos los adjetivos terminan en -a, todos los adverbios derivados terminan en -e y todos los verbos terminan en uno de los seis sufijos de tiempo y modo verbales.
Los sustantivos plurales terminan en -oj, mientras que el objeto directo termina en -on. El objeto directo plural termina en -ojn. Los adjetivos son concordantes a su sustantivo; las terminaciones respectivas son -aj para plural, -an, para objeto directo y -ajn para objeto directo plural.
| Sustantivo | Sujeto | Objeto |
| ---------- | ------ | ------ |
| Singular   | -o     | -on    |
| Plural     | -oj    | -ojn   |

| Adjetivo | Sujeto | Objeto |
| -------- | ------ | ------ |
| Singular | -a     | -an    |
| Plural   | -aj    | -ajn   |

Las seis inflexiones verbales son tres tiempos y tres modos. El tiempo presente -as, tiempo futuro -os, tiempo pasado -is, modo infinitivo -i, modo yusivo (imperativo-subjuntivo) -u, y modo condicional -us. No existe inflexión que indique persona o número. Por ejemplo: kanti, cantar; mi kantas, canto; mi kantis, canté; mi kantos, cantaré; mi kantu, (que) cantara; mi kantus, cantaría.
| Tiempo verbal | Sufijo       |
| ------------- | ------------ |
| Presente      | -as (kantas) |
| Pasado        | -is (kantis) |
| Futuro        | -os (kantos) |

| Modo verbal | Sufijo       |
| ----------- | ------------ |
| Infinitivo  | -i (kanti)   |
| Yusivo      | -u (kantu)   |
| Condicional | -us (kantus) |

El orden de las palabras es comparativamente libre: los adjetivos pueden ir antes o después de los sustantivos, y los sujetos, verbos y objetos (marcados con el sufijo -n) pueden colocarse en cualquier orden. Sin embargo, el artículo, los demostrativos y las preposiciones siempre van antes del sustantivo. De manera similar, el negativo ne (no) y las conjunciones como kaj (y) y ke (que) deben preceder la frase o cláusula que introducen. En las cláusulas copulativas, el orden de las palabras es tan importante como en español: «un león es un animal» contra «un animal es un león».

#### Las 16 reglas del esperanto
Las 16 reglas son una síntesis de la Esperanta gramatiko, que apareció en el Unua Libro (Primer Libro) y se recogen en el Fundamento de Esperanto. De ninguna forma se trata de una gramática completa, aunque algunos esperantistas entusiastas no sean precisos al informar. Sin embargo, sí es cierto que ilustra de una manera simple y rápida las principales características del idioma para conocedores de terminología gramatical europea y tal nivel de síntesis puede parecer impensable en idiomas naturales. La gramática más completa en esperanto consta de 696 páginas en formato PDF y explica detalladamente la lengua para los hablantes de cualquier origen lingüístico.

#### Correlativos
En esperanto, los correlativos son una serie de palabras especiales que expresan una idea sencilla (mucho, poco, algunos, ese, este, todos...) a través de palabras compuestas por dos partículas, por lo que existen gestos para comprenderlos y memorizarlos. Estas partículas se combinan para formar una idea sólida en forma de palabra de manera totalmente regular. Este método de generar correlativos compuestos de partículas se basa, lejanamente, en el idioma ruso. Los correlativos poseen su propia gramática, ya que estos poseen sus propias terminaciones y reglas, las cuales se integran de manera totalmente regular en las reglas aplicables a palabras con lexema.
| FinInicio    | -a cualidad               | -al causa                | -am tiempo     | -e lugar             | -el modo              | -es pertenencia | -o objeto  | -om cantidad      | -u persona          |
| ------------ | ------------------------- | ------------------------ | -------------- | -------------------- | --------------------- | --------------- | ---------- | ----------------- | ------------------- |
| ĉi- todo     | ĉia cada, todo            | ĉial por toda causa      | ĉiam siempre   | ĉie en todos lados   | ĉiel de todos modos   | ĉies de todos   | ĉio todo   | ĉiom todo         | ĉiu cada uno, todos |
| i- algún     | ia algún                  | ial por alguna causa     | iam alguna vez | ie en algún lugar    | iel de algún modo     | ies de alguien  | io algo    | iom algo, un poco | iu alguien          |
| ki- pregunta | kia cómo (adjetivo)       | kial por qué             | kiam cuándo    | kie dónde            | kiel cómo (adverbio)  | kies de quién   | kio qué    | kiom cuánto       | kiu quién           |
| neni- nada   | nenia ningún              | nenial por ningún motivo | neniam nunca   | nenie en ningún lado | neniel de ningún modo | nenies de nadie | nenio nada | neniom nada       | neniu nadie         |
| ti- ése      | tia tal, igual, semejante | tial por eso             | tiam entonces  | tie allá, ahí        | tiel así, tan         | ties de ése     | tio eso    | tiom tanto        | tiu ése             |

Las terminaciones de los correlativos no siempre concuerdan con las terminaciones de raíz. Es importante aclarar que los correlativos que terminan con -u expresan personas pero también se usan para expresar cosas específicas (expresan individualidades). No es lo mismo decir «todo» (Ĉio) sin poder añadir sustantivos después, que decir «cada/todo» (Ĉiu) sí pudiendo añadir el sustantivo (Ĉiu homo = cada/toda persona). Los que terminan con -u son sustantivos cuando se utilizan solos, y adjetivos cuando acompañan a un sustantivo. Por ejemplo, en la frase Ĉiuj diris... («Todos dijeron...»), la palabra Ĉiu se usa como sustantivo, pero en Ĉiuj homoj diris... («todas las personas dijeron...») la misma palabra se usa como adjetivo que describe la palabra homo («persona»). Los que terminan con -o siempre son sustantivos. Los que terminan con -a son siempre adjetivos comunes, mientras que los que terminan con -es son adjetivos posesivos. Los que terminan con -am, -om, -el y -al son adverbios de tiempo, cantidad, modo y razón, respectivamente.
Los correlativos que comienzan con k- pueden ser usados como palabras interrogativas, pero también como relativos, los cuales son palabras que se refieren a lo ya dicho anteriormente: «Ésa es la casa donde yo vivo» (Tiu estas la domo kie mi vivas). En el ejemplo anterior, la palabra «donde» no se usa como interrogativo, sino como relativo adverbial de «la casa». De esta misma manera funcionan los correlativos interrogativos y relativos en esperanto, como en español. Los relativos unen dos oraciones en una, y es por eso que estas oraciones tienden a tener dos o más verbos conjugados.
El esperanto utiliza dos partículas que modifican los correlativos: ĉi, que expresa cercanía y ajn, que expresa indiferencia. Ambas pueden estar al principio o al final del correlativo —o a veces palabra normal— que modifiquen.
- Tie (allá, allí) → tie ĉi (aquí)
- Tiam (en ese tiempo) → Ĉi tiam (en éste tiempo)
- Tiu (ese, aquel) → Ĉi tiu (éste)
- Ĉio (todo) → Ĉi Ĉio (todo esto)
- iu (algún) → iu ajn (cualquiera)
- io (algo) → ajn io (cualquier cosa)

### Braille
Es la versión del braille en el esperanto, El alfabeto se basa en el alfabeto braille básico, ampliándolo para aquellas letras el acento circunflejo.

### Lenguaje de señas
Signuno es la versión de la lengua de señas en el esperanto.

### Idioma oficial
El esperanto no es un idioma oficial secundario de ningún país reconocido, pero entró en el sistema educativo de varios países como Hungría y China. Además, el gobierno chino ha venido utilizando el esperanto desde 2001 para las noticias diarias en china.org.cn. China también utiliza el esperanto en Radio Internacional de China y para la revista de Internet La Popolo de Ĉinio.
El ejército de los Estados Unidos publicó libros de frases militares en esperanto, que se utilizaron desde la década de 1950 hasta la de 1970 en juegos de guerra por fuerzas enemigas simuladas. Un manual de referencia de campo, FM 30-101-1 de febrero de 1962, contenía la gramática, el diccionario inglés-esperanto-inglés y frases comunes.
Además, el esperanto es el idioma de trabajo de varias organizaciones internacionales sin fines de lucro, como Sennacieca Asocio Tutmonda, una asociación cultural de izquierda que tenía 724 miembros en más de 85 países en 2006. También está Education@Internet, que se ha desarrollado a partir de una organización en esperanto; la mayoría de las demás son organizaciones específicamente en esperanto. La más grande de ellas, la Asociación Universal de Esperanto, tiene una relación consultiva oficial con las Naciones Unidas y la UNESCO, que reconocieron el esperanto como un medio para la comprensión internacional en 1954. La Asociación Mundial de Esperanto colaboró en 2017 con la UNESCO para entregar una traducción al Esperanto de su revista El Correo de la UNESCO (Unesko Kuriero, en esperanto) desde entonces hasta la fecha.Permalink a la revista de la UNESCO en esperanto
El esperanto es también el primer idioma de enseñanza y administración de la Academia Internacional de Ciencias de San Marino.[cita requerida]
La Liga de las Naciones intentó promover la enseñanza del esperanto en los países miembros, pero las resoluciones fueron rechazadas principalmente por los delegados franceses que no creían que fuera necesario.
En el verano de 1924, la American Radio Relay League adoptó el esperanto como su idioma auxiliar internacional oficial y esperaba que el idioma fuera utilizado por radioaficionados en las comunicaciones internacionales, pero su uso real para las comunicaciones por radio era insignificante.
Todos los documentos personales vendidos por la Autoridad de Servicio Mundial, incluido el Pasaporte Mundial, están escritos en esperanto, junto con inglés, francés, español, ruso, árabe y chino.
Aunque ningún Estado utiliza el esperanto como lengua oficial, hubo varios intentos a lo largo de la historia: 
- Moresnet Neutral (1908-1919)
- República de la Isla de las Rosas (1968-1969)
- República de Molossia[54][55]
- Principado de Hutt River
- Herzberg am Harz (desde del 2006).

## Evolución del esperanto
Desde 1887, hasta hoy, el esperanto ha tenido una evolución lenta pero continua y sin presentar cambios radicales. Estos cambios (a veces apenas notados, a veces agriamente disputados) abarcan, aparte del crecimiento general de vocabulario, las siguientes tendencias:
- Preferencia por la formación corta de algunas palabras, como spontana en lugar de spontanea.
- Enriquecimiento en matices del vocabulario, por ejemplo en Blek (producir sonidos los animales) se añadió una lista de verbos para especies concretas.
- Evolución de diferencias semánticas, ej: plaĝo: franja de costa para tomar el baño y el sol, a menudo transformada por los hombres para este objetivo; strando: franja de costa más original, natural y «salvaje».
- Uso de k (en algunos casos h) en lugar de la más antigua ĥ, principalmente después de la r.
- Uso de -io en lugar de -ujo en los nombres de países, ej: Francio en vez de Francujo (Francia).
- Adverbialización más frecuente; ej.: Lastatempe en lugar de en la Lasta tempo.
- Preferencia por evitar formar palabras complejas.

## El esperanto en la educación
Una cantidad relativamente baja de escuelas enseña esperanto de manera oficial en Bulgaria, China y Hungría. La mayoría de los esperantohablantes sigue aprendiendo el idioma de manera autodidacta, ya sea por apps como Duolingo, portales de enseñanza como Lernu!, libros electrónicos o impresos, o por correspondencia, adaptados al correo electrónico e impartidos por grupos de profesores voluntarios. Varios pedagogos estiman que se puede aprender esperanto en un período que varía desde una cuarta parte, hasta una veinteava parte del tiempo necesario para aprender otros idiomas, dependiendo del nivel fijado y las lenguas del hablante. Algunos argumentan, no obstante, que esto se aplica solo a hablantes nativos de idiomas occidentales.
Claude Piron, un psicólogo de la Universidad de Ginebra y traductor de chino-inglés-ruso-español-francés de Naciones Unidas, asegura que es más fácil pensar claramente en esperanto que en muchos idiomas nacionales (ver Hipótesis de Sapir-Whorf para más detalles sobre esta teoría) porque «el esperanto se apoya exclusivamente en los reflejos innatos [y] se diferencia de los otros idiomas en el hecho de que siempre puedes confiar en la tendencia natural de generalizar patrones. [...] La misma ley neuropsicológica —denominada por Jean Piaget asimilación generalizadora— se aplica tanto en la formación de palabras como en la gramática».

### Valor propedéutico del esperanto
Varios experimentos demuestran que el estudio del esperanto previo al de otro idioma extranjero agiliza y hace más fácil el aprendizaje del otro idioma. Esto probablemente se debe a que el aprendizaje de idiomas extranjeros se hace menos difícil siendo ya bilingüe. Además el uso de un idioma auxiliar, gramaticalmente simple y culturalmente flexible, disminuye el choque que implica aprender un primer idioma extranjero. En un estudio, un grupo de escolares europeos que estudió esperanto por un año y luego francés por otros tres, mostró tener un dominio del francés significativamente mayor que otro grupo que estudió únicamente francés durante cuatro años. Se han obtenido resultados similares cuando el segundo idioma fue el japonés, o cuando el curso se redujo a dos años, de los cuales seis meses se emplearon en aprender esperanto.

### Acreditación
La Asociación Universal de Esperanto (UEA), en colaboración con el Centro de aprendizaje avanzado de idiomas de la Universidad Eötvös Loránd (ELTE ITK por sus siglas en húngaro) de Budapest, ha elaborado exámenes que certifican los niveles B1, B2 y C1, según el marco común europeo de referencia para las lenguas.
El ELTE ITK es miembro de la asociación de examinadores europeos de idiomas (ALTE por sus siglas en inglés) y ya realizaba exámenes bilingües húngaro-esperanto antes de la normalización para certificar los niveles del marco común europeo de referencia para las lenguas, porque en Hungría, el esperanto está incluido y es tratado como cualquier otro idioma extranjero en el sistema educativo universitario. Los exámenes se pueden realizar en cualquier país y ELTE ITK entrega un diploma acreditativo, aunque advierte que los exámenes aprobados fuera de Hungría no tendrán el mismo valor legal dentro de la universidad estatal.
Este nuevo sistema de examen monolingüe fue presentado a finales de 2008 y los exámenes se realizan desde 2009. Desde el año 2009 se aprovechan grandes encuentros internacionales de hablantes de esperanto para organizar exámenes, si existe un grupo de al menos uno de los tres niveles.

## Críticas y modificaciones al esperanto
Aunque la evolución que ha sufrido el esperanto desde su publicación ha sido relativamente baja, han aparecido varios proyectos de reforma, empezando con las propuestas de Zamenhof de 1894 (véase Esperanto reformado). El propio Zamenhof terminó desechando esas propuestas al constatar por votación que la mayor parte de la comunidad de hablantes aceptaba la lengua tal cual estaba. Dejó entonces la evolución de esta lengua viva en manos del uso de sus hablantes. Hasta el momento, las propuestas de reforma, ya fueran dentro del marco del esperanto o en forma de nuevos idiomas basados o no en el esperanto, no han sido aceptadas por la comunidad de hablantes por diversos motivos; si bien existe todavía controversia en ciertos sectores de la comunidad, en cuanto a si es necesario reformarlo o no, e incluso si es posible en una lengua tan difundida que hace tiempo dejó de ser un mero proyecto con bases. El ido, propuesto en 1907 por Louis Couturat, el representante para defender el esperanto, fue la única iniciativa que consiguió un número importante de seguidores. Supuso un cisma en la comunidad esperantista y un golpe para la expansión del esperanto, ya que al crearse dos movimientos la expansión de ambos se vio afectada. Desde la muerte de Louis Couturat, principal defensor del ido, fue perdiendo paulatinamente idistas, hasta quedar un número muy reducido de ellos.
El esperanto fue concebido desde el principio como un lenguaje de comunicación internacional, más precisamente como una segunda lengua universal. Desde su publicación, es constante el debate de si la humanidad será cada vez más capaz de aceptar este desafío y lograr el objetivo, e incluso si supondría o no un avance positivo para la comunicación internacional, en comparación con los resultados de la lenguas naturales, en el plano económico, diplomático, científico, laboral, etc.
Ya que el esperanto es una lengua construida, se ha encontrado con numerosas críticas con respecto a matices y detalles que se ignoran o no se valoran en los idiomas étnicos utilizados para la comunicación internacional. Los mismos argumentos cambian con el paso del tiempo o según la lengua aprendida del detractor. Algunos ejemplos de las observaciones más comunes:
- El vocabulario literario resulta demasiado extenso. En vez de derivar nuevas palabras de las raíces existentes, muchos autores adoptan, sobre todo para poesía, una gran cantidad de nuevas raíces al idioma, acercándolo más al léxico de lenguas occidentales.
- El esperanto no ha alcanzado todavía las expectativas de su creador de convertirse en una segunda lengua universal hablada en masa. Aunque muchos defensores del esperanto dan importancia al éxito alcanzado, según las complicadas estimaciones de 1999 resultaría innegable la aplastante proporción entre la población mundial y los hablantes de esperanto; de 1:3500 (un hablante de esperanto cada tres mil quinientas personas) como la cifra más optimista, y 1:43 000 como cifra más pesimista, aunque con la irrupción de internet y la dificultad de censar a sus hablantes estas estimaciones podrían estar desfasadas. También es cierto que el 96 % del mundo no tiene el inglés como lengua nativa y podría parecer improbable —además de costoso— para ese 96 %, lograr un nivel alto de inglés en el 25 % del mundo antes de otro cambio de idioma puente. Lo popular e innovador siempre empieza como algo minoritario. Al igual que el francés, las lenguas étnicas puente acaban siendo sustituidas por otras.
- Su vocabulario está basado en palabras internacionales y, por tanto, en los grandes idiomas europeos que conquistaron el mundo, por lo que en este aspecto no sería plenamente universal. Un vocabulario más universal estaría totalmente inventado o vendría de todas o las grandes lenguas del momento (sujeto al cambio del tiempo y pérdida de universalidad). Entre otros, aspirantes asiáticos a aprender el esperanto se encuentran ligeramente desfavorecidos respecto a nativos de lenguas europeas con cierta ventaja estratégica. Sin embargo, no resulta extraño que asiáticos entrevistados que aprendieron tanto inglés como esperanto prefieran aprender este último por unanimidad.[65] La solución actual de adoptar lenguas étnicas y el hecho de que se necesiten memorizar 467 morfemas para entender el 95 % del esperanto podría restar valor a esta crítica, no frente a otras lenguas auxiliares pero sí frente a lenguas étnicas internacionales.[66]
- El esperanto no se corresponde con ninguna cultura nativa.[67] La cultura en esperanto es la de sus hablantes que la nutren con su cultura, en gran parte occidental, eslava y asiática. Aunque ha dado lugar a una extensa literatura internacional, el esperanto no encapsula por tanto a una cultura específica.
- Puede resultar sexista que unas 30 raíces para seres humanos sean inherentemente masculinas (ej: sinjor'o = señor) y sus equivalentes femeninos se formen añadiendo un sufijo (sinjor'in'o = señora), como ocurre en bastantes idiomas no planificados (gallo > gall'ina). Sin embargo, quien lo tilda de sexista suele ignorar que «primo» o «esposo» se forman etimológicamente por el proceso contrario (kuzino > kuzo) o que sea corriente la palabra «malina» (lo contrario de mujer, masculino) en los formularios de congresos. Hay que tener en cuenta que las raíces de las palabras de este idioma son en su gran mayoría neutras (ej: tablo = mesa; vendisto = vendedor/a; koko = gallinácea) y el uso del sufijo in cambia en frecuencia y contexto según el hablante y sus influencias nativas. Además, su uso es mucho más frecuente que el del prefijo masculinizador vir- o su adjetivo (vira = varonil). Hay raíces masculinas y alguna decena es femenina (ej: damo = dama). Esta crítica, por su carácter más subjetivo que objetivo, depende del punto de vista del hablante o detractor mismo, puesto que algunas personas opinan que el esperanto da preferencia al sexo femenino, pues no le asigna un sufijo al sexo masculino (de ahí el uso de «malina»). Otros opinan que da preferencia al género neutro, ya que la mayor parte de las raíces se refieren a cosas, y, en general, en el caso de los animales es necesario añadir un prefijo para indicar el género masculino. Existe, sin embargo, un sufijo no oficial para el sexo masculino: -iĉo. Este sufijo no ha sido aceptado oficialmente, ni encontramos su uso especialmente extendido (la propuesta de uso actual mayoritaria supondría que patro o sinjoro dejaran de indicar sexo de forma súbita, mientras que todas las raíces femeninas se conservarían). Oficialmente existe y se utiliza el prefijo ge- para referirse a los dos géneros, en lugar de usar solo el masculino, el neutral (cuyo plural no implica necesariamente la presencia de los dos sexos), o añadir el femenino, como se hace, por ejemplo, en español. Jorge Camacho Cordón, escritor esperantista, ha intentado abordar este problema, bajo la forma del iĉismo, más tarde derivado en el riismo con un pronombre asexual distinto al oficial ĝi para objetos y, con menos uso, personas sin sexo claro. Propuestas de evolución y no de reforma son el uso de nuevas raíces neutras de idiomas poco representados que irían dejando a las raíces más frecuentes con sexo inherente en el olvido.
- El esperanto puede resultar artificial de forma escrita. Esta observación subjetiva generalmente ocurre en detractores que ya saben que están leyendo un texto en esperanto y que se trata de un idioma no clasificado como «natural» en lingüística. Las razones se basan a menudo en los caracteres con diacríticos del esperanto que los hablantes sin este tipo de signos o que aprendieron o prefieren el inglés califican como raros y entorpecedores. También esgrimen que para teclados QWERTY, diseñados para el inglés, es necesario ajustar o instalar un nuevo teclado solo para escribir esperanto, sin usar las convenciones disponibles. Desde 2013 todos los teléfonos con Android tienen el teclado de esperanto preinstalado, con una disposición internacional que incluye caracteres ocultos para escribir también en otros idiomas con alfabeto latino. Los caracteres que se critican fueron inventados especialmente para el idioma. No era extraño en la época donde el francés, y no el inglés, era la lengua internacional del momento. Los detractores critican que estos caracteres le añaden un grado innecesario de complejidad a la lengua, como por ejemplo la ŭ, que reemplaza a la w inglesa.[67] También opinan que cualquier lengua artificial será deficiente por definición,[68] aunque la Academia de Ciencias de Hungría ha declarado que el esperanto cumple con todos los requerimientos de una lengua viva y se sabe que las lenguas clasificadas como naturales son inventos de una sociedad humana, de cierto modo artificial.[69]

En la comunidad de hablantes de esperanto hay diferencia de opiniones en cuanto a algunas críticas; mientras algunas son aceptadas con sana autocrítica y con frecuencia surgen debates sobre ello, otras son rechazadas por completo, y en otras la comunidad simplemente no encuentra una base real para su postulación. En lo que sí coinciden casi todos es en que, aunque el esperanto no sea un idioma perfecto —si es que tal cosa puede existir—, es por experiencia mucho mejor para ejercer el papel de lengua internacional auxiliar, beneficiando a todos, que cualquier otro idioma natural e incluso auxiliar (sin tanto desarrollo y con diferencias más cuantitativas que cualitativas). Además, el esperanto corregiría el desequilibrio económico mundial que injustamente beneficia a los países exportadores del inglés nativo en la actualidad, como se prueba en el Informe Grin ante la pregunta "¿Cuál sería la mejor elección de lenguas de trabajo en la Unión Europea?".

## La comunidad esperantista

### Geografía y demografía
Los hablantes del esperanto son más numerosos en Europa y Asia oriental que en América, África y Oceanía. Se concentran más en áreas urbanas que en rurales. El esperanto es particularmente predominante en los países del centro, norte y este de Europa; en China, Corea, Japón e Irán en Asia; en Brasil, Argentina y Cuba en América; y en Togo y Madagascar en África.
Una estimación del 1989 del número de hablantes del esperanto realizada gracias a Sidney S. Culbert, esperantista y profesor jubilado de psicología de la Universidad de Washington que rastreó y probó a hablantes del esperanto en áreas de muestra en docenas de países por un período de veinte años, concluyó que entre uno y dos millones de personas hablaban esperanto a un nivel 3, «profesionalmente competente» (capaz de comunicar ideas moderadamente completas sin vacilación y de seguir discursos, transmisiones de radio, etc.). El trabajo de Culbert consistió en una lista de estimaciones para todos los idiomas de más de un millón de hablantes. Los métodos de Culbert se explican detalladamente en la carta a David Wolff. Debido a que Culbert nunca publicó información detallada referente a países o regiones, es bastante difícil corroborar la veracidad de sus resultados.
Desde entonces la cifra de dos millones aparece en Ethnologue, refiriéndose también al estudio de Culbert. De ser correcta esta estimación y no haber aumentado, aproximadamente el 0,03 % de la población mundial hablaría el idioma. Esto está muy por debajo del objetivo sin fecha límite de Zamenhof para que se convirtiera en un idioma universal hablada a mayor escala, pero representa un nivel de popularidad jamás alcanzado por ningún otro idioma construido, partiendo de un solo hablante y sin los medios de las lenguas nacionales. Ethnologue también señala que hay entre 200 a 2000 hablantes nativos de esperanto (denaskuloj), quienes han aprendido el idioma por haber nacido en una familia cuyos padres hablan esperanto (esto suele ocurrir en una familia compuesta por padre y madre sin lengua común, que se conocieron gracias al esperanto, o a veces en una familia de devotos esperantistas). El último censo del gobierno húngaro muestra un crecimiento sostenido de nativos en el país, por encima de los 800 individuos.
Marcus Sikosek puso en duda la cifra de 1,6 millones en 2003, considerándola exagerada. Sikosek estima que aun si los hablantes del esperanto estuvieran distribuidos de manera uniforme, se podría afirmar que con un millón de hablantes a nivel mundial, en la ciudad alemana de Colonia habría a lo menos 180 personas con un alto nivel de fluidez. Sin embargo, Sikosek encuentra solo 30 hablantes de esas características en esa ciudad, y de manera similar halló cifras más bajas de las esperadas en lugares que supuestamente tendrían una concentración de esperantistas mayor al promedio. También nota que hay un total de 20 000 miembros en varias asociaciones de esperanto (otras estimaciones son más altas). Aunque indudablemente existen esperantistas que no son miembros de asociación alguna, Sikosek considera improbable el hecho de que haya quince veces más hablantes de los que están inscritos en alguna organización. Otros piensan que esa proporción entre miembros del movimiento esperantista y hablantes del idioma no es improbable.
El lingüista finlandés Jouko Lindstedt, un experto en hablantes nativos del esperanto, presentó el siguiente esquema en 1996 que muestra la proporción de las habilidades lingüísticas de la comunidad esperantista:
- 1000 son hablantes nativos del esperanto.
- 10 000 lo hablan fluidamente.
- 100 000 pueden usarlo activamente.
- 1 000 000 entienden pasivamente un gran porcentaje.
- 10 000 000 lo han estudiado en algún momento.

De acuerdo a una estimación llevada a cabo en 2016 por Svend Nielsen, en el mundo existirían cerca de 63 000 hablantes de esperanto distribuidos de la siguiente forma sin contar plataformas de aprendizajes distintas a Lernu:
| País            | Hablantes de esperanto |
| --------------- | ---------------------- |
| Brasil          | 7 314                  |
| Francia         | 6 906                  |
| Estados Unidos  | 5 847                  |
| Alemania        | 3 871                  |
| Rusia           | 2 298                  |
| Polonia         | 2 215                  |
| España          | 2 198                  |
| Hungría         | 1 997                  |
| China           | 1 626                  |
| Reino Unido     | 1 595                  |
| Italia          | 1 562                  |
| Países Bajos    | 1 442                  |
| Japón           | 1 439                  |
| Bélgica         | 1 237                  |
| México          | 1 069                  |
| Canadá          | 1 033                  |
| Irán            | 968                    |
| Suecia          | 910                    |
| República Checa | 800                    |
| Lituania        | 748                    |
| Argentina       | 738                    |
| Australia       | 737                    |
| Suiza           | 724                    |
| Ucrania         | 694                    |
| Colombia        | 616                    |
| Corea del Sur   | 585                    |
| Finlandia       | 582                    |
| Dinamarca       | 554                    |
| Otros           | 10 687                 |

Los países donde los hablantes de esperanto son más comunes serían los siguientes:
| País            | Hablantes de esperanto por millón de habitantes |
| --------------- | ----------------------------------------------- |
| Andorra         | 626                                             |
| Lituania        | 257                                             |
| Hungría         | 204                                             |
| Islandia        | 204                                             |
| Luxemburgo      | 194                                             |
| Nueva Caledonia | 120                                             |
| Bélgica         | 108                                             |
| Francia         | 106                                             |
| Finlandia       | 105                                             |
| Dinamarca       | 97                                              |
| Suecia          | 95                                              |
| Suiza           | 86                                              |
| Países Bajos    | 84                                              |
| Mundo           | 8                                               |

### Metas del movimiento esperantista
La intención de Zamenhof fue crear un idioma fácil de aprender para fomentar la comprensión igualitaria entre los pueblos y servir como un idioma auxiliar internacional: crear una segunda lengua internacional sin reemplazar los idiomas originales de las distintas etnias del mundo. Esta meta, compartida ampliamente entre los hablantes del esperanto en las primeras décadas del movimiento, compite ahora con hablantes que simplemente disfrutan del idioma, cultura y comunidad como algo valioso y único de lo que formar parte.
A aquellos hablantes del esperanto que desean que el esperanto sea adoptado oficialmente y a escala mundial se les llama finvenkistoj, por fina venko, que significa «victoria final». Los que se enfocan en el valor intrínseco del idioma son comúnmente llamados raŭmistoj, por Rauma, Finlandia, lugar en el que se declaró la improbabilidad a corto plazo de la fina venko y el valor de la cultura esperantista en el Congreso Juvenil en 1980. Sin embargo, estas categorías no son mutuamente excluyentes (véase Finvenkismo).
El Manifiesto de Praga (1996) presenta la visión de gran parte del movimiento esperantista y de su principal organización, la Asociación Universal de Esperanto (UEA).

## Cultura

### Literatura en esperanto
El esperanto es la única lengua construida que posee una cultura propia suficientemente desarrollada, y que ha creado una literatura de interés formada tanto por obras traducidas como originales. El primer libro donde se ofrecían los fundamentos del idioma ya incluía una traducción, y un pequeño poema original. Posteriormente, el mismo iniciador del idioma, L. L. Zamenhof, continuó editando obras, tanto traducidas como originales, como una forma consciente de probar y desarrollar las potencialidades de la lengua. Actualmente los hablantes de esperanto continúan considerando las obras de Zamenhof como modelos del mejor esperanto clásico. Otros autores de la primera etapa fueron Antoni Grabowski y Kazimierz Bein (Kabe).
Henri Vallienne es considerado como el autor de las primeras novelas.
Se calcula que el número de libros editados en esperanto es superior a los 30 000. El principal servicio de venta de libros, el de la Asociación Universal de Esperanto, posee más de 4000 títulos en su catálogo. Además cada asociación nacional y muchos clubes locales tienen sus propias librerías y bibliotecas. Existen revistas dedicadas exclusivamente a la literatura, como Beletra Almanako y Literatura Foiro, mientras que las revistas generales, como Monato y La Ondo de Esperanto también editan textos de ficción, originales y traducidos.
En los últimos años ha tomado gran protagonismo entre los autores de libros originales la llamada Escuela ibérica, grupo entre los que se encuentran los escritores Miguel Fernández, Miguel Gutiérrez Adúriz, Jorge Camacho, Gonçalo Neves o Abel Montagut.
Los hablantes de esperanto y, en ocasiones, el público en general tienen disponibles bibliotecas en algunas de las asociaciones de hablantes. Dos de las más importantes son: la biblioteca Butler de la Asociación Británica de Esperanto que albergaba en 2011 alrededor de 13 000 volúmenes, la Biblioteca Hector Hodler en Róterdam, que en 2007 tenía aproximadamente 20 000 libros.

### Música en esperanto
- Junto con la literatura, la música es una de los componentes más desarrollados de la cultura del esperanto. Puede encontrarse en el mercado música de todo tipo, desde ópera como Rusalka, de Dvořák,[80][81] pasando por el folk,[82] hasta rock,[83] hip-hop,[84] punk, noisecore, hardcore,[85] electrónica,[84] etc.[86] en esperanto.[87][88]
- La principal productora de discos de música en esperanto es Vinilkosmo, dirigida por Floréal Martorell, y con sede en Toulouse.[89]
- Una canción de la banda sonora de Final Fantasy XI, llamada «Memoro de la Ŝtono» («Memoria de la piedra») tiene su letra en esperanto.[90]

- Existe una canción del grupo Kore (Cordialmente) tributo a Freddie Mercury llamada Mi brilu plu, la cual es una versión de la canción The Show Must Go On del grupo Queen.[91]

### Radios en esperanto
Hay varias radios que emiten en esperanto:
- Muzaiko: es una emisora de radio que transmite íntegramente en esperanto las 24 horas del día por Internet[92]
- Radio vaticano: colección de emisiones oficiales en esperanto de la radio del Vaticano[93]
- Radio Internacional de China: radio estatal de China, que incluye el esperanto entre los idiomas de su versión internacional.[94]
- Radio Habana Cuba: emitía algunos programas en esperanto, ahora subidos a Internet, y se puede escuchar en América[95]
- Esperanta Retradio: programas grabados sobre todo tipo de temas, y transcritos[96]
- Pola Retradio: radio polaca en esperanto, que se emite desde hace más de 50 años, con programas grabados que suelen incluir algunas noticias relacionadas por una parte con Polonia y por otra con el movimiento esperantista[97]
- Radio Verda: aunque ya no está activa, se pueden escuchar alrededor de 200 programas sobre diversos temas: noticias, curiosidades, lecturas, etc[98]
- Varsovia Vento: graba sobre el movimiento esperantista[99]
- Kern Punkto: sobre ciencia, cultura y sociedad. Abonable para recibir los nuevos programas por correo[100]
- Movada Vidpunkto:[101]
- Radio Scienca[102]
- Kern.punkto Info[103]
- La Ondo de Esperanto[104]
- 3ZZZ[105]
- La bona renkontiĝo[106]
- Radio Frei[107]
- Radio Aktiva[108]

### Televisión en esperanto
existe muy pocos experimentos de televisión en esperanto
- Internacia Televido (ITV, en castellano Televisión Internacional) era un canal de televisión a través de internet emitido en esperanto funciono entre 2003 hasta 2006
- Otras experiencias similares son Bildo-Televido, Kataluna InformServo Televida o Farbskatol'
- La televisión de Białystok en Polonia dispone de una canal en esperanto, creado con motivo del Congreso Mundial de Esperanto que se celebró en esa ciudad el año 2009.

### El esperanto y el cine

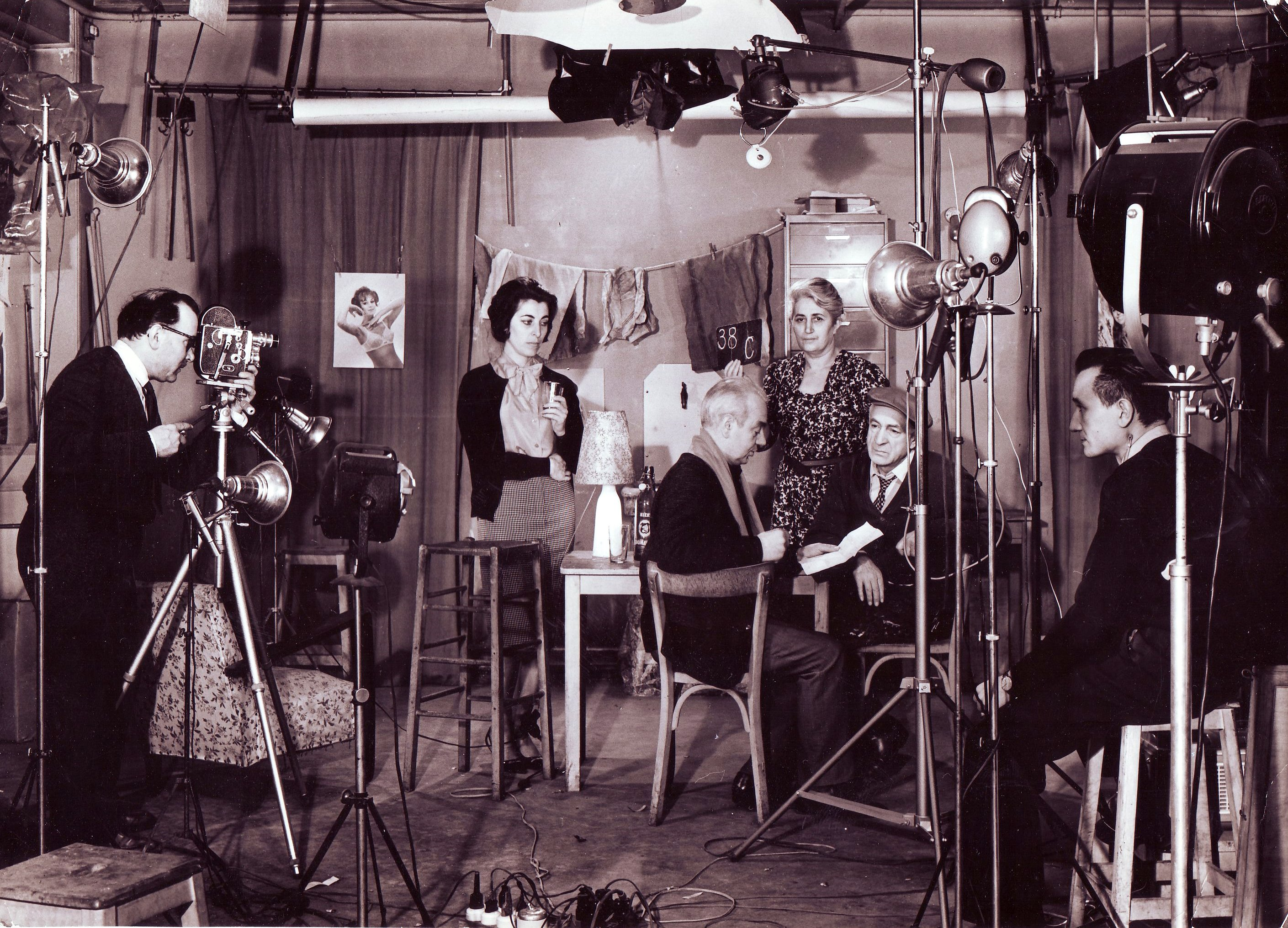
Rodaje de Angoroj (Angustias) en 1963, el primer largometraje en esperanto.

El cine en esperanto ha tenido un desarrollo menor, principalmente por las dificultades de distribución en una comunidad tan dispersa. Sin embargo, el esperanto sí ha sido utilizado en ocasiones, sobre todo en casos en que se quería dar un efecto especial, o cuando la trama involucraba a personas relacionadas con el idioma. Algunos ejemplos:
- En la película El gran dictador de Charles Chaplin, los carteles, pósteres y demás utilería del decorado del gueto no estaban escritos en alemán, sino en esperanto.[110]
- El filme Incubus de 1966, protagonizado por William Shatner, es la única película estadounidense rodada completamente en esperanto.
- En Street Fighter: La última batalla de 1994 también se pueden ver carteles con palabras en esperanto, en tipografía de caracteres latinos que quiere recordar a la tailandesa. Asimismo se puede escuchar a uno de los personajes dar órdenes de disparar en esperanto.[111]
- En Blade: Trinity, la acción transcurre en una ciudad bilingüe, donde se observan todos los carteles en inglés y esperanto; incluso asistimos a una conversación en dicha lengua entre uno de los protagonistas y un kiosquero.[112]
- En la película española El coche de pedales, el protagonista, Álex Angulo, interpreta a un profesor de esperanto que frecuentemente saluda y se expresa en dicha lengua; en una escena se le puede oír dictar un cuento a sus alumnos en este idioma.
- La reciente aparición del filme Gerda Malaperis, basado en una novela homónima escrita en esperanto, así como otros muchos filmes y documentales completamente en este idioma o al menos se utiliza este en diálogos específicos.
- En Gattaca, los altavoces del Centro donde transcurre la acción principal emiten anuncios en esperanto.
- En la serie Enano Rojo, algunos carteles de la nave están en esperanto.
- En una escena de la película Capitán fantástico, las hijas del protagonista hablan perfectamente en esperanto.
- La película de animación japonesa Your Name tuvo un doblaje no oficial en esperanto realizado por el estudio Esperaĵo.
- Existen cortos de animación en esperanto[113] y concursos de cortos en esperanto organizados por la Radio Internacional China.[114] y la Liga Esperantista de Norteamérica.

Recientemente se ha creado una compañía de esperantistas en Brasil llamada Imagu Filmoj que hace cine en esperanto. Ya ha grabado Gerda Malaperis y La Patro (basado en un relato de la literatura japonesa).

### Fechas
Las principales fechas o sucesos de celebración o recordación del esperanto son:
- 26 de julio: Día del Esperanto (en esperanto: Esperantotago o naskiĝtago de Esperanto). Se conmemora la primera publicación del Unua Libro, el primer libro para aprender la gramática del idioma[118]
- 15 de diciembre: Día de Zamenhof, también llamado ocasionalmente Día del Libro en Esperanto (Esperanta Librotago en dicha lengua). Se conmemora el nacimiento del creador del esperanto, L. L. Zamenhof[119]

### Símbolos
- El color verde como símbolo prominente de la lengua y formando parte de los demás elementos simbólicos del idioma.
- La bandera esperantista (Esperanto-flago). Simbólicamente el campo verde de la bandera simboliza esperanza, mientras que el recuadro blanco simboliza paz y la estrella representa los cinco continentes mediante sus 5 puntas
- Estrella Verde (Verda stelo). Las cinco puntas de la estrella simboliza los continentes como se contaban tradicionalmente (Europa, América, África, Asia y Oceanía).
- símbolo Jubilea (jubilea simbolo). El símbolo fue adoptado por diversos esperantistas que consideran a la bandera del Esperanto como un símbolo muy nacionalista para una lengua internacional.
- La espero (la esperanza). Es el himno oficial del movimiento esperantista y el "himno nacional" de Esperantujo.[120]

### Esperantista
Un esperantista es una persona que habla o usa el idioma internacional esperanto o que participa en la cultura esperantista, o que apoya o estudia la misma de una u otra forma.

### Esperantujo
Usado por los hablantes del idioma auxiliar para la comunicación internacional Esperanto para referirse a la Comunidad esperantista y a las actividades relacionadas con el idioma.

### Esperantido
Es el término usado a un idioma derivado de la comunidad del Esperanto y una lengua artificial por describir un proyecto de lengua basado o inspirado en el Esperanto.

### Wikipedia en esperanto
Desde el año 2001 hay una edición en Wikipedia en esperanto.

### Hablantes nativos de esperanto
Son personas que tienen este idioma como lengua materna, es decir, que lo han aprendido como primera lengua o como una de sus primeras lenguas en la infancia.

### Pasporta Servo
Pasporta Servo (servicio de pasaporte) es una red mundial a disposición de los hablantes de esperanto. Consiste en una lista con las direcciones de personas de diferentes partes del mundo que están dispuestas a aceptar huéspedes esperantistas.

### Anacionalismo
El anacionalismo (a veces traducido como apatriotismo, en el original sennaciismo en esperanto) es una ideología desarrollada especialmente en el seno del movimiento esperantista, que no acepta la existencia de las naciones definidas como tales, y pretende un cosmopolitismo radical.

### Organizaciones
hay varias organizaciones esperantistas en el mundo pero las más importantes son la Asociación Universal de Esperanto (en esperanto, Universala Esperanto-Asocio, UEA) y su rama juvenil la Organización Mundial de Jóvenes Esperantistas (en esperanto, Tutmonda Esperantista Junulara Organizo, TEJO).

### Congresos
Congreso Universal de Esperanto (en esperanto: Universala Kongreso de Esperanto) Los congresos se han organizado cada año desde 1905, excepto durante las guerras mundiales.La Asociación Universal de Esperanto ha estado organizando estos encuentros.
El Congreso Internacional de Jóvenes Esperantistas o Internacia Junulara Kongreso (IJK) es el congreso anual oficial de TEJO.

### Política
El esperanto se ha colocado en muchas situaciones políticas propuestas. El más popular de ellos es Europa-Democracia-Esperanto, que tiene como objetivo establecer el esperanto como el idioma oficial de la Unión Europea. El Informe Grin, publicado en 2005 por François Grin, encontró que el uso del inglés como lengua franca dentro de la Unión Europea cuesta miles de millones al año y beneficia significativamente a los países de habla inglesa. El informe consideró un escenario en el que el esperanto sería la lengua franca, y encontró que tendría muchas ventajas, en particular tanto económicas como ideológicamente.

## Aprendizaje en la web
Hay varios sitios web y aplicaciones para aprender el idioma. Las más importantes son:
- Duolingo[122]
- lernu![123]
- jubilo.ca[124]
- Curso de Esperanto para Hispanohablantes en Wikilibros[125]

Vocabulario y práctica:
- Plena Ilustrita Vortaro de Esperanto. En internet -> Vortaro.net[126]
- Rakontoj por Esperantujo (Cuentos pequeños en Esperanto para practicar)[127]
- Vortoj: Diccionario Español – Esperanto (en PDF)[128]

## Religión

### Traducciones de la Biblia
La primera traducción de la Biblia en esperanto fue una traducción del Tanaj o Antiguo Testamento hecha por L. L. Zamenhof. La traducción fue revisada y comparada con traducciones de otros idiomas por un grupo de clérigos y estudiosos británicos antes de ser publicada en el British and Foreign Bible Society en 1910. En 1926 se publicó junto con una traducción del Nuevo Testamento en una edición comúnmente llamada Londona Biblio. En la década de 1960, la Internacia Asocio de Bibliistoj kaj Orientalistoj trató de organizar una nueva versión de la Biblia ecuménica en esperanto. Desde entonces, el pastor neerlandés Gerrit Berveling ha traducido los libros deuterocanónicos, además de nuevas traducciones de los Evangelios, algunas de las epístolas del Nuevo Testamento y algunos libros del Tanaj o Antiguo Testamento. Estos se han editado en varios cuadernos separados, o serializados en Dia Regno, pero los libros deuterocanónicos han aparecido en las últimas ediciones de la Londona Biblio.

### Cristianismo
Dos organizaciones cristianas esperantistas se formaron a principios de la historia del esperanto:
- 1910: la Unión Internacional de Esperantistas Católicos, que continúa funcionando actualmente, lo que la convierte en una de las asociaciones esperantistas más longevas. Dos papas, Juan Pablo II y Benedicto XVI, han utilizado regularmente el esperanto en las bendiciones multilingües urbi et orbi en Semana Santa y Navidad cada año, desde la Semana Santa de 1994. Además, Radio Vaticana emite regularmente en esperanto.[129] En 1991, durante la Jornada Mundial de la Juventud, el papa Juan Pablo II fue el primero en hablar públicamente en esperanto, dirigiéndose a todos los participantes.[130]
- 1911: La Liga Internacional de Esperantistas Cristianos.

Entre las iglesias que usan el esperanto se encuentran:
- La Quaker Esperanto Society (Sociedad Cuáquera de Esperanto).
- Hay casos de apologistas cristianos y profesores que utilizan el esperanto como medio. El pastor nigeriano Bayo Afolaranmi es el autor del libro Spirita nutraĵo (Alimento espiritual).

Chick Publications, editorial de tratados temáticos evangelísticos, ha publicado una serie de historietas de Jack T. Chick traducidas al esperanto, entre ellas Jen via tuta vivo (He aquí toda tu vida).

### Islam
El ayatolá Jomeini de Irán exhortó a los musulmanes a que aprendieran esperanto y elogió su uso como un medio para mejorar la comprensión entre los pueblos de diferentes religiones. Después de sugerir que el esperanto reemplazara al inglés como lengua franca internacional, comenzó a utilizarse en los seminarios de Qom. Una traducción al esperanto del Corán fue publicada por el Estado poco después. En 1981, se hizo menos popular cuando fue evidente que los seguidores de la fe bahaí se interesaban por él.

### Bahaísmo
El bahaísmo, más conocido como fe bahaí, es una religión monoteísta cuyos fieles siguen las enseñanzas de Bahá’u’lláh, su profeta y fundador, quien es la Manifestación de Dios para la época actual. El bahaísmo alienta el uso de una lengua auxiliar, sin apoyar ninguna específicamente, pero ve en el esperanto un gran potencial para asumir este papel. Se considera, mientras tanto, que cualquier lengua adoptada podrá ser modificada y adaptada a través de un consenso con representación de todos los países. Varios volúmenes de escrituras bahaíes han sido traducidos al esperanto. Lidja Zamenhof, hija del fundador del esperanto, era bahaí.

### Budismo
La Budhana Ligo Esperantista (Liga Budista Esperantista) existió durante los años 1925-1986 y fue refundada en 2002 en la ciudad de Fortaleza, Brasil, durante el LXXXVII Congreso Universal de Esperanto. Numerosos textos sagrados del budismo se han traducido al esperanto.

### Oomoto
El oomoto es una religión japonesa fundada en 1892 por Nao Deguchi. Se le suele incluir dentro de los nuevos movimientos religiosos japoneses, organizados al margen del sintoísmo. Se trata en parte de un deseo universalista, con tendencia a la unificación de religiones. Un papel destacado en su estrategia es el uso de la lengua internacional esperanto, que aún hoy es fuertemente apoyada por los seguidores de este grupo.

### Espiritismo
El esperanto es divulgado activamente en Brasil por los seguidores del espiritismo. Este fenómeno se originó a través de Francisco Valdomiro Lorenz, emigrante de origen checo que fue pionero de ambos movimientos en este país. La Federación Espiritista Brasileña publica libros didácticos de esperanto y traducciones de las obras básicas del espiritismo, y anima a los espiritistas a hacerse esperantistas.
Debido a esto, en Brasil muchas personas no esperantistas desinformadas tienen la impresión de que el esperanto es una «lengua de espiritistas»; contrariamente a ello, cabe destacar la diferencia entre el número relativamente elevado de espiritistas entre los esperantistas brasileños (entre un cuarto y un tercio) y la insignificante cifra recíproca de espiritistas brasileños que hablan esperanto (poco más de un 1 por ciento). Este fenómeno no ocurre en otros países.

### Movimiento raeliano
El movimiento raeliano, secta ufológica fundada por el francés Claude Vorilhon, intentó difundir sus doctrinas entre los esperantistas, y a principios de los años ochenta editó la traducción de tres libros de su líder al esperanto: La libro kiu diras la veron en 1981 (El libro que dice la verdad), La eksterteranoj forkondukis min sur sian planedon en 1981 (Los extraterrestres me llevaron a su planeta) y Akcepti la eksterteranojn en 1983 (Aceptar a los extraterrestres). También se distribuyó propaganda en este idioma, con poco éxito real.

## Ejemplos de texto
Artículo 1.º de la Declaración Universal de los Derechos Humanos (Universala Deklaracio de Homaj Rajtoj, en esperanto)

Ĉiuj homoj estas denaske liberaj kaj egalaj laŭ digno kaj rajtoj. Ili posedas racion kaj konsciencon, kaj devus konduti unu al alia en spirito de frateco.
Todos los seres humanos nacen libres e iguales en dignidad y en derechos. Están dotados de razón y de conciencia, y deben comportarse fraternalmente los unos con los otros.

El ingenioso hidalgo don Quijote de la Mancha de Miguel de Cervantes (La inĝenia hidalgo don Quijote de la Mancha, en esperanto)

En vilaĝo de La Mancha, kies nomon mi ne volas memori, antaŭ nelonge vivis hidalgo el tiuj kun lanco en rako, antikva ŝildo, osta ĉevalaĉo kaj rapida levrelo.
En un lugar de la Mancha, de cuyo nombre no quiero acordarme, no ha mucho tiempo que vivía un hidalgo de los de lanza en astillero, adarga antigua, rocín flaco y galgo corredor.

Coplas a la muerte de su padre de Jorge Manrique (Elegio je la morto de lia patro, en esperanto)

Niaj vivoj estas fluoj
finiĝantaj en la maro
 morto-svene;
tien rekte kaj sen bruoj
malaperas nobelaro
 senrevene.
Tien iras fluoj famaj
kun humilaj kaj kun mezaj
 al la feĉo;
tie ĉiuj estas samaj:
la subul' kun taskoj pezaj
 kaj la reĝo.
Nuestras vidas son los ríos
que van a dar en la mar,
 que es el morir;
allí van los señoríos
derechos a se acabar
 y consumir;
allí los ríos caudales,
allí los otros medianos
 y más chicos;
y llegados, son iguales
los que viven por sus manos
 y los ricos.

## Datos interesantes

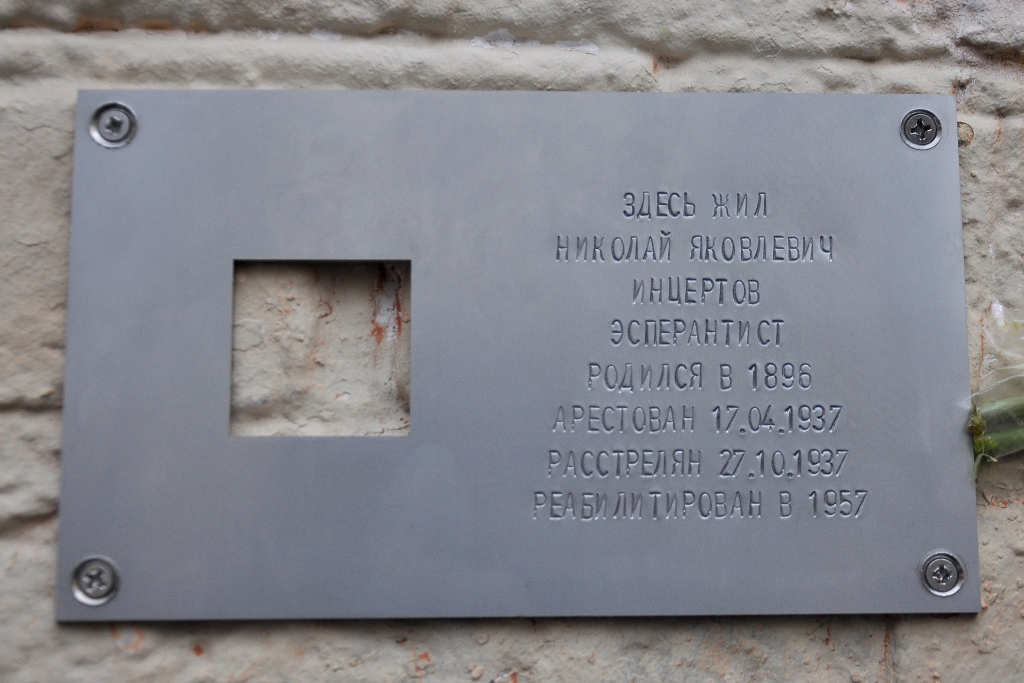
Una placa conmemorativa en la casa de uno de los científicos que estudió esperanto y fue asesinado por la NKVD

El esperanto, con la excepción de la Alemania nazi, fue prohibido en la Unión Soviética durante el reinado de Iósif Stalin, quien fue responsable, entre otras cosas, del establecimiento de una dictadura, la represión y la organización de la hambruna de 1932-1933, que causó la muerte de 10 millones de personas. Los últimos esperantistas en la URSS antes de la Segunda Guerra Mundial fueron exterminados durante el Gran Purga en 1937-1938.

### Lengua
- Gramática del esperanto
- Fonología del Esperanto
- Lengua auxiliar
- Lengua construida
- Ido, variante del esperanto
- Adjuvilo, variante del Ido
- Interlingua
- Arcaicam Esperantom
- Comparación entre el Esperanto y el Novial
- Esperanto II
- Lojban
- Lingua franca nova

### Cultura
- L. L. Zamenhof
- La Espero, himno esperantista
- Cultura esperantista
- Literatura en esperanto
- Cine en esperanto
- Asociación Universal de Esperanto
- Esperantujo
- Símbolos del esperanto
- Sennacieca Asocio Tutmonda
- Homaranismo
- Museo de Esperanto de Subirats
- Herzberg am Harz
- Esperanto (revista)

### Esperantistas destacados
- Eugenio Lanti
- Antoni Grabowski
- Federico Villarreal
- Claude Piron
- Gerrit Berveling
- George Soros

### Aprendizaje
- Duolingo, Curso gratuito de esperanto en línea
- Curso virtual de Esperanto MOOC de Esperanto de 8 semanas con videos desde el español
- ¿Sabe usted Esperanto? de Jorge Hess
- Universala Esperanto Metodo: Método ilustrado y universal para aprender esperanto, creado en 1932 por el Dr. Benson
- Kurso Saluton!, Curso internacional audiovisual
- lernu!, un portal multilingüe para el aprendizaje del esperanto
- Curso básico de esperanto, en 10 lecciones Archivado el 22 de junio de 2008 en Wayback Machine. (vía esperanto.jubilo.ca)
- Curso gratuito por correo electrónico de mailxmail
- El juego de las preguntas de la Liga Argentina de Esperanto
- Babilejo - Sala de chat dedicada a la enseñanza y práctica del Esperanto
- Idiomas Galion: Esperanto, Estudiar esperanto con clases particulares
- El libro de texto «Visión general del esperanto» y un diccionario en Wikimedia Commons

### Más información sobre esperanto
- Centro de información multilingüe sobre Esperanto
- Federación Española de Esperanto
- Instituto Mexicano de Esperanto
- Asociación Mexicana de Esperanto
- Asociación Venezolana de Esperanto
- Federación Mexicana de Esperanto
- Liga Colombiana de Esperanto
- Esperanto Argentina
- Asociación Chilena de Esperanto
- Sociedad Uruguaya de Esperanto Archivado el 18 de mayo de 2013 en Wayback Machine.
- Esperanto, ¿otro mundo es posible?

### Diccionarios y traductores
- Traductor del español al Esperanto
- Diccionario y tesauro internacional de Esperanto (traducido a múltiples idiomas)
- Gran Diccionario Español-Esperanto de Fernando de Diego
- Aulex Diccionario Esperanto-Español
- Aulex Diccionario Español-Esperanto
- Majstro Multlingva tradukvortaro
- Scii Diccionario de Esperanto para celulares escrito en j2me
- Traducción Automática del Esperanto al Español.

### Comunidades
- www.pasportaservo.org Pasporta Servo es una comunidad de intercambio de alojamiento para viajeros que hablan esperanto.
- KLAKU.net Sistema de promoción de noticias relacionadas con el esperanto, similar a digg
- esperanto.com Red social hecha por esperantistas para esperantistas (versión beta)

- Datos: Q143
- Multimedia: Esperanto / Q143
- Guía turística: Guía de esperanto
- Libros y manuales: Esperanto